# 고성 운흥사 목판
고성 운흥사 목판(固城 雲興寺 木板)은 대한민국 경상남도 고성군 하이면 와룡리 운흥사에 있는, 17세기 후반에서 18세기 초에 새겨진 것들로 대승경전과 불교의식관련 문헌 책판이다.
1979년 12월 29일 경상남도의 유형문화재 제184호 운흥사 소장경판으로 지정되었다가, 2018년 12월 20일 현재의 명칭으로 변경되었다.

## 개요
경남 고성군에 있는 운흥사는 모두 16종 194판의 불교관련 문헌 목판을 소장하고 있다. 이 목판들은 17세기 후반에서 18세기 초에 새겨진 것들로 대승경전과 불교의식관련 문헌들이다.
이 가운데 정토신앙의 근본경전인 아미타경은 세조 10년(1464)에 간경도감에서 간행된 것을 숙종 28년(1702)에 다시 그대로 새겨 간행한 복간본이다.
거의 대부분의 판들이 온전하게 보존되어 있어 조선 후기 절의 목판인쇄문화와 운흥사의 격을 알 수 있는 귀중한 자료이다.

## 같이 보기
- 운흥사

## 참고 문헌
- 고성 운흥사 목판 - 국가유산청 국가유산포털